# Wólka (osadnictwo)
Wólka – osada, mała wola. 
Wólki były to z reguły nowsze osady, folwarki, kolonie, potem wsie. 
Nazwa w czasach feudalnych mówiła o zwolnieniu pierwszych jej mieszkańców od powinności lub czynszu (patrz też: wolnizna). 
Na Śląsku odpowiednikiem etymologicznym Wólki jest Ligota, a na Kaszubach Huta Huta - osada. Słownik geograficzny podaje kilkaset nazw ze słowem Wólka.